# Wladimir Georgijewitsch Dekanosow

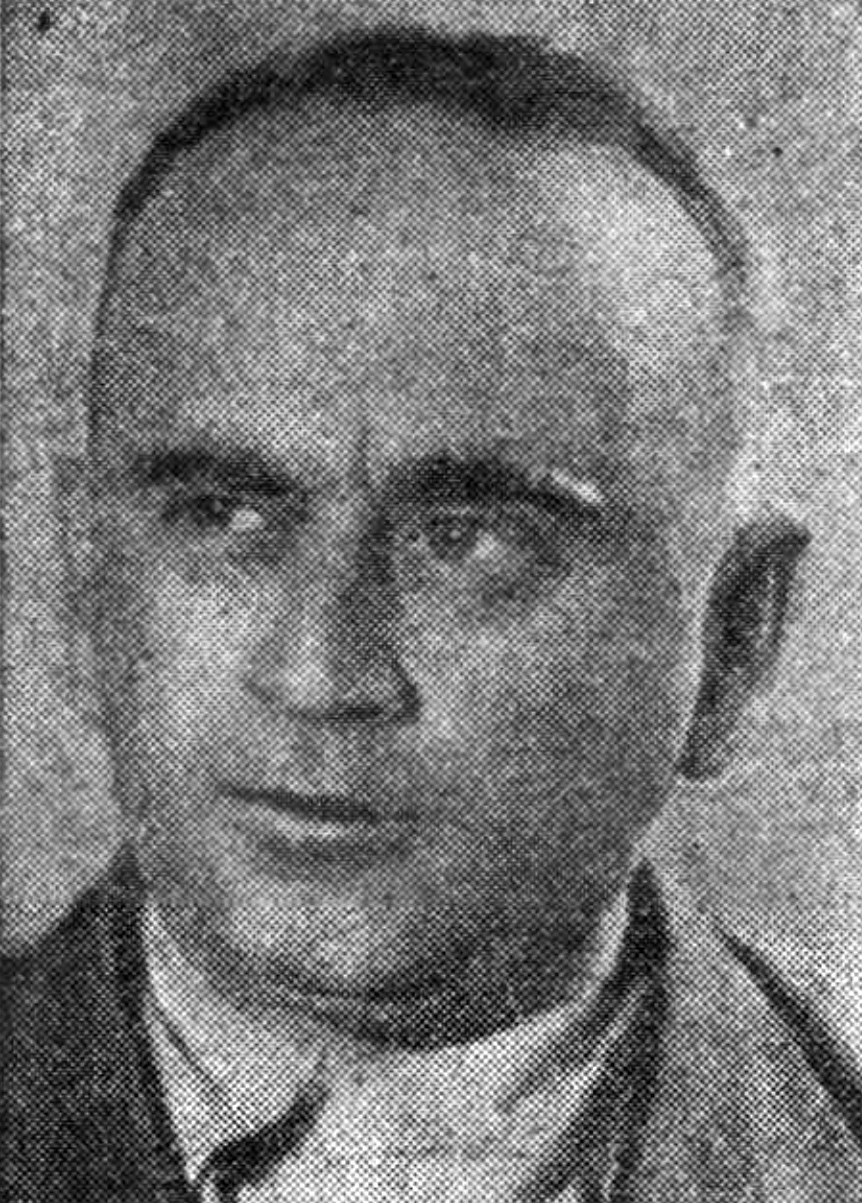
Wladimir Dekanosow, 1938

Wladimir Georgijewitsch Dekanosow (georgisch ვლადიმერ გიორგის ძე დეკანოზოვი, russisch Владимир Георгиевич Деканозов, auch: Dekanossow, geboren Dekanosischwili georgisch დეკანოზიშვილი; * 15. Juni 1898 in Baku, Russisches Kaiserreich; † 23. Dezember 1953 in Moskau) war ein sowjetischer Politiker und Diplomat. Er war unter anderem Vizeaußenkommissar, Leiter der Spionageabwehr im sowjetischen Geheimdienst und Botschafter in Deutschland zur Zeit des deutschen Überfalls auf die Sowjetunion.
In den 1920er und 1930er Jahren arbeitete Dekanosow in der GPU der Transkaukasischen SFSR. Von 1938 bis 1940 stand er an der Spitze der sowjetischen Auslandsspionage. 1940 beaufsichtigte er die Eingliederung Litauens als Sowjetrepublik in die Sowjetunion.
Im November 1940 begleitete er Außenkommissar Molotow auf dessen Besuch in Berlin. Nachdem dieser eine drohende Verschlechterung des deutsch-sowjetischen Verhältnisses offengelegt hatte, wurde Dekanosow am 20. November 1940 zum neuen Botschafter in Deutschland ernannt. Er wurde von dem hochrangigen NKWD-Mitarbeiter und Landsmann Amajak Kobulow begleitet, der als Botschaftsrat fungierte. In den Morgenstunden des 22. Juni 1941 nahm Dekanosow die deutsche Kriegserklärung entgegen, die kurz nach Beginn des deutschen Angriffs erfolgte. Es ist unklar, ob und inwieweit ihn eine Mitschuld an der Überrumpelung der sowjetischen Streitkräfte trifft.
Dekanosow war ein enger Vertrauter des langjährigen NKWD-Chefs Lawrenti Beria und wurde nach dessen Sturz 1953 gemeinsam mit ihm angeklagt und hingerichtet.